# Lucius Apuleius
Lucius Apuleius Platonicus (asi 125–180), známý obvykle jen jako Apuleius, byl latinsky hovořícím a píšícím řečníkem a platónským filosofem.

## Život
Narodil se přibližně roku 125 po Kr. v africké Madauře, čtvrtém největším africkém městě své doby. Na svůj africký původ byl hrdý a sám jej definoval jako „Polonumiďan a Pologaetul“. V Madauře a v Kartágu vystudoval řečnictví a gramatiku, pokračoval ve studiích v Aténách, kde se věnoval především platónské filosofii. Poté cestoval po Malé Asii a navštívil i Řím, nakonec se vrátil do Afriky, kde bydlel v Oeji. Věnoval se filosofii, řečnictví, vědě a různým oborům, neboť široké vzdělání a rozhled byly pro řečnickou praxi nutné. Z jeho výzkumů a prací se například dodnes dochovaly termíny, resp. taxony („vejcorodí“ a „živorodí“).
Přibližně ve svých 33 letech byl Apuleius obviněn nevlastním synem z magie a čarodějnictví. Tento zločin se v antickém Římě trestal smrtí, obvinění tedy pro Apuleia znamenalo vážnou hrozbu. Před soudem se však obhájil a jeho tehdy pronesená řeč se nám dochovala.
V Kartágu a snad i v Oeji (jak tvrdí svatý Augustin) města postavila Apuleiovi ještě za jeho života sochu jako uznání jeho zásluh a významu. Posléze byl v Kartágu jmenován hlavním knězem provincie, pečoval o císařský kult a předsedal provinciálnímu sněmu. O jeho smrti nám není nic bližšího známo.

## Dílo
- Apologie. Apuleiova „Apologie“ neboli „Vlastní obhajoba proti nařčení z čarodějnictví“ je řeč, kterou Apuleius pronesl na svou obranu před soudem a která mu zachránila život. Apuleius využívá svých rozsáhlých znalostí i rétorského umění a vyvrací obžalobu bod po bodu, počínaje obviněním z čištění chrupu (!) až po pitvání ryb, které prováděl prý za magickými účely. Apuleius svou obrannou řeč (obhajobu) upravil k publikování – je to jediná dochovaná soudní řeč z období římského císařství.
- Proměny (Metamorfózy), většinou známé pod názvem „Zlatý osel“, jsou jediným zcela zachovaným latinským románem starověku. Satirický román je líčením neuvěřitelných příhod zámožného vzdělaného mladíka Lucia, který se v touze po dobrodružství vypraví do Thesálie. Zde se seznámil s čarodějnicí a kvůli vlastní nerozvážností (chtěl vyzkoušet čarodějnickou létací mast, ale omylem se natřel jinou kouzelnou mastí) se proměnil v osla. Než však stačí proti tomu cokoli udělat, je ukraden zloději a donucen v oslí podobě putovat s různými majiteli, je několikrát prodán, ukraden, hrozí mu kastrace i porážka, musí v mlýně pohánět žentour či sloužit nemravným kněžím bohyně Kybelé. Vlastní vyprávění je přerušováno vloženými příběhy jiných postav, Luciův příběh je tedy rámcem pro množství drobnějších povídek, přičemž v první části knihy vypravěč (Lucius-osel) přenechává vyprávění aktérům či svědkům příběhů, ve druhé se Lucius-osel stává jejich přímým účastníkem a většinou je také sám vypráví. Nejvýraznějším vloženým příběhem je rozsáhlý příběh umístěný ve středu knihy, pohádka o Amorovi a Psyché. Vložení tohoto mýtu není bezúčelné, protože Psyché má s Luciem mnoho společného – těžké zkoušky, jimiž procházejí, jsou trestem za zvědavost a marnivost. Lucius nakonec absolvuje zasvěcení do mystérií bohyně Isis a následně získává svou původní podobu.

Z Apuleiova Zlatého osla čerpalo mnoho pozdějších autorů. Za všechny je možné jmenovat Boccaccia, který v Dekameronu zpracovává mnohé z Apuleiových příběhů. Ovšem ani Apuleius nezvolil pro román původní námět. V jednodušší podobě jej řecky zpracoval Lúkianos (okolo 120–180) v satiře Lúkios neboli Osel (ani Lúkianos nebyl původním autorem). Obě díla pocházejí přibližně ze stejného období.
- Florida, pozdější výtah z Apuleiových řečí
- Platón a jeho názory, seznámení s Platónovou filosofií
- Sókratův bůh, podobné jako předchozí
- latinský překlad Platónova dialogu Faidón.

## Odkazy

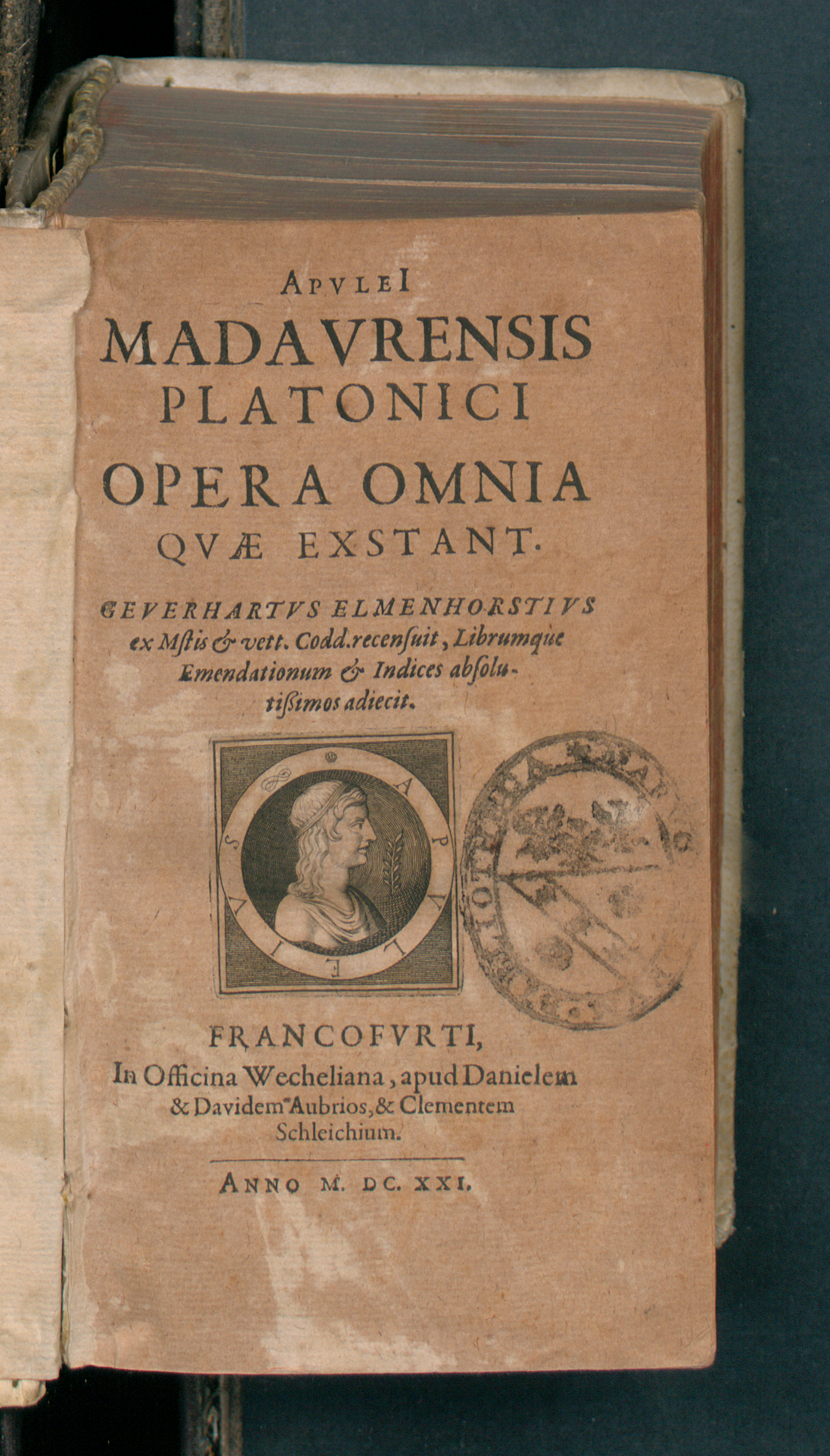
Opera omnia, 1621